# Crepidogaster
Crepidogaster is een geslacht van kevers uit de familie van de loopkevers (Carabidae). De wetenschappelijke naam van het geslacht is voor het eerst geldig gepubliceerd in 1848 door Carl Henrik Boheman.

## Soorten
Het geslacht Crepidogaster omvat de volgende soorten:
- Crepidogaster aethiopica Basilewsky, 1988
- Crepidogaster algoa (Basilewsky, 1959)
- Crepidogaster alticola (Basilewsky, 1988)
- Crepidogaster ambreana Deuve & Mateu, 1987
- Crepidogaster amieti Deuve, 2005
- Crepidogaster angolana Basilewsky, 1959
- Crepidogaster arnoldi (Basilewsky, 1959)
- Crepidogaster atrata Peringuey, 1899
- Crepidogaster aurasia Basilewsky, 1959
- Crepidogaster bambusicola (Basilewsky, 1988)
- Crepidogaster basilewskyi Deuve & Mateu, 1987
- Crepidogaster bimaculata Boheman, 1848
- Crepidogaster bioculata Chaudoir, 1878
- Crepidogaster brincki Basilewsky, 1959
- Crepidogaster caeca (Basilewsky, 1959)
- Crepidogaster caffra Peringuey, 1896
- Crepidogaster celsa (Basilewsky, 1988)
- Crepidogaster cicatricosa Liebke, 1934
- Crepidogaster confusa (Basilewsky, 1959)
- Crepidogaster costata (Dejean, 1831)
- Crepidogaster damarensis Peringuey, 1896
- Crepidogaster decolorata Basilewsky, 1959
- Crepidogaster delineata (Basilewsky, 1959)
- Crepidogaster deuvei (Basilewsky, 1988)
- Crepidogaster didyma Basilewsky, 1959
- Crepidogaster diluta Basilewsky, 1959
- Crepidogaster dirrupta (Basilewsky, 1988)
- Crepidogaster dissimilis Basilewsky, 1959
- Crepidogaster dolini Deuve, 2005
- Crepidogaster dollmani Liebke, 1934
- Crepidogaster elegantula Basilewsky, 1988
- Crepidogaster elongata Brancsik, 1893
- Crepidogaster endroedyi Basilewsky, 1988
- Crepidogaster ferruginea Basilewsky, 1988
- Crepidogaster fortesculpta (Basilewsky, 1959)
- Crepidogaster franzi Deuve & Mateu, 1987
- Crepidogaster funerula (Basilewsky, 1992)
- Crepidogaster garambae (Basilewsky, 1959)
- Crepidogaster grossa Liebke, 1934
- Crepidogaster hessei Basilewsky, 1959
- Crepidogaster holtzi Liebke, 1934
- Crepidogaster horni Dupuis, 1914
- Crepidogaster humerata Chaudoir, 1876
- Crepidogaster humicola (Basilewsky, 1959)
- Crepidogaster infuscata (Dejean, 1825)
- Crepidogaster insignis Peringuey, 1896
- Crepidogaster insularis Deuve & Mateu, 1987
- Crepidogaster iturica (Basilewsky, 1959)
- Crepidogaster jocquei (Basilewsky, 1988)
- Crepidogaster kaboboensis (Basilewsky, 1988)
- Crepidogaster kahuziana (Basilewsky, 1988)
- Crepidogaster kavanaughi Deuve, 2005
- Crepidogaster kivuensis Basilewsky, 1949
- Crepidogaster kochi Basilewsky, 1959
- Crepidogaster kundelunguana (Basilewsky, 1959)
- Crepidogaster langenhani (Liebke, 1927)
- Crepidogaster lateralis Basilewsky, 1949
- Crepidogaster laticollis (Basilewsky, 1959)
- Crepidogaster leleupi Basilewsky, 1953
- Crepidogaster longilineata (Basilewsky, 1988)
- Crepidogaster louwerensi Basilewsky, 1959
- Crepidogaster luberoensis (Basilewsky, 1988)
- Crepidogaster madecassa (Fairmaire, 1901)
- Crepidogaster malawica (Basilewsky, 1988)
- Crepidogaster marginicollis Barker, 1919
- Crepidogaster mateui Deuve, 2005
- Crepidogaster matonga Barker, 1919
- Crepidogaster methneri Liebke, 1934
- Crepidogaster monticola (Basilewsky, 1988)
- Crepidogaster muhavurae (Basilewsky, 1988)
- Crepidogaster namaqua Basilewsky, 1988
- Crepidogaster natalensis Peringuey, 1896
- Crepidogaster natalica Peringuey, 1896
- Crepidogaster neglecta Basilewsky, 1959
- Crepidogaster nonstriata Chaudoir, 1876
- Crepidogaster notulatipennis Peringuey, 1896
- Crepidogaster nyakagerana (Basilewsky, 1988)
- Crepidogaster oblata Basilewsky, 1988
- Crepidogaster occidentalis (Basilewsky, 1968)
- Crepidogaster oldeanica (Basilewsky, 1959)
- Crepidogaster orophila (Basilewsky, 1988)
- Crepidogaster ovicollis Chaudoir, 1876
- Crepidogaster pauliani Basilewsky, 1953
- Crepidogaster penrithae Basilewsky, 1988
- Crepidogaster peyrierasi Deuve & Mateu, 1987
- Crepidogaster phallica (Basilewsky, 1988)
- Crepidogaster picipennis Chaudoir, 1876
- Crepidogaster plagata Basilewsky, 1988
- Crepidogaster portentosa Peringuey, 1899
- Crepidogaster posticalis Peringuey, 1896
- Crepidogaster protuberata Basilewsky, 1959
- Crepidogaster reducta Basilewsky, 1959
- Crepidogaster ruandana (Basilewsky, 1988)
- Crepidogaster rufescens (Motschulsky, 1862)
- Crepidogaster ruwenzorica (Basilewsky, 1988)
- Crepidogaster sambesiaca Liebke, 1934
- Crepidogaster sansibarica Liebke, 1934
- Crepidogaster schroederi Liebke, 1934
- Crepidogaster somalica Basilewsky, 1988
- Crepidogaster specicola (Basilewsky, 1988)
- Crepidogaster straneoi Basilewsky, 1959
- Crepidogaster subovicollis (Basilewsky, 1988)
- Crepidogaster swazica (Basilewsky, 1988)
- Crepidogaster tendiculata Basilewsky, 1988
- Crepidogaster transvaalensis (Basilewsky, 1992)
- Crepidogaster venusta (Basilewsky, 1988)